# Sai Kung
Sai Kung (traditionell kinesiska: 西貢) är ett av Hongkongs 18 administrativa distrikt. Distriktet är en del av huvudområdet Nya territorierna.
Sai Kung har 327 689 invånare på en yta av 135km². 